# Olivella dama
Olivella dama är en snäckart som först beskrevs av Charles Thorold Wood 1828.  Olivella dama ingår i släktet Olivella och familjen Olividae. Inga underarter finns listade i Catalogue of Life.